# Kohani
Die Kohani, auch Cohanni, Coxane, Cujano, Guyane, Cujane, Qujane oder Quxane geschrieben,  sind ein ausgestorbener nordamerikanischer Indianerstamm von der Golfküste in Texas, der zu den Karankawa gehörte.

## Wohngebiet
Als die Kohani im frühen 18. Jahrhundert erstmals in Berichten erwähnt wurden, befand sich ihr Wohngebiet an der Küste von Texas in der Nähe der Matagorda Bay. Dort lebten sie gemeinsam mit anderen Stämmen der Karankawa, den Coapite und den eigentlichen Karankawa. Zu dieser Zeit zogen sie zwischen dem Colorado River und dem Guadelupe River landeinwärts, denn sie führten ein nomadisches Leben und folgten einem saisonalen Zyklus, der sie von der Küste etwa 40 bis 100 Kilometer ins Binnenland führte. In späteren Jahren waren sie weiter westlich entlang der Küste an der Aransas Bay anzutreffen.

## Leben in spanischen Missionen
1722 wurde die Mission Espiritu Santo de Zúñiga an der Matagorda Bay für die Kohani und andere Karankawa-Stämme errichtet, doch man gab sie wegen andauernder Probleme zwischen Spaniern und Indianern bald wieder auf. In den 1730er Jahren wurden einige Kohani überredet, in die Mission Nuestra Señora de la Purisima Concepción de Acuña in San Antonio einzutreten. Im Jahre 1745, als die Mission Espiritu Santo de Zuñiga in die Gegend des heutigen Ortes Goliad verlegt wurde, kamen einige Kohani dorthin, um sie kurz darauf wieder zu verlassen. Als 1754 die Mission Nuestra Señora del Rosario, ebenfalls bei Goliad, für die Kohani errichtet wurde, bezeichnete man alle Karankawa-Gruppen als Kohani, mit Ausnahme der Kopane. Die Kohani lebten innerhalb und außerhalb der Mission, bis sie 1831 säkularisiert wurde.
Die spanischen Missionen in den nördlichen Provinzen Mexikos wurden von der katholischen Kirche betrieben, in Texas von Franziskanern. Die Indianer kamen entweder freiwillig, oder wurden von Soldaten notfalls mit Gewalt in die Mission gebracht. Die Padres duldeten keine andere Religion neben dem Christentum. Das spirituelle Leben der Indianer war in ihren Augen überhaupt keine Religion, sondern heidnischer Aberglaube und Hexerei. In der Mission wurden die Neuankömmlinge überwacht und bei Übertretung der strengen Regeln oder Widersetzlichkeiten schwer bestraft. Man bekehrte sie, brachte ihnen handwerkliche Fertigkeiten bei und wies ihnen nach einer gewissen Zeit schließlich ein Stück Land in der Nähe der Mission zu. Sie sollten christliche Bauern und Arbeiter werden, was aber tatsächlich nichts anderes als ein Sklavendasein darstellte.
Waren die Neulinge oder Neophyten, wie sie genannt wurden, erst einmal bekehrt und getauft, durften sie nicht nach Belieben die Mission wieder verlassen. Wenn sie es dennoch taten, nannte man es desertieren und sie wurden von Soldaten verfolgt und hart bestraft, falls sie gefangen wurden. Die Neophyten bekamen spanische Namen, blaue Uniformen und arbeiteten auf den Feldern oder in Ställen und Werkstätten der Mission. Sie kümmerten sich um das Vieh, gerbten Häute und stellten Kerzen, Seife, Ziegel, Fliesen, Schuhe, Sättel und andere Artikel des täglichen Bedarfs her.
Jedes Vergehen aber wurde hart bestraft. Sie wurden mit Peitschen geschlagen, in Halseisen gelegt, gebrandmarkt, verstümmelt und sogar hingerichtet. Indianische Männer und Frauen, auch Ehepaare, mussten in den Missionen getrennt leben, und unverheiratete junge Frauen, denen Soldaten und männliches Missionspersonal oft nachstellten, wurden in konventartigen Kasernen separiert.
Die Kohani, die nicht bei den Missionen wohnten und hier ihre Rationen erhielten, lebten weiterhin an der nahe gelegenen Küste. Als die Anglo-Amerikaner die Golfküste besiedelten, verloren die Kohani ihre ethnische Identität und wurden allgemein als Karankawa bezeichnet. Unter dem Druck der stark wachsenden weißen Bevölkerung in Texas wurden sie immer weiter nach Westen gedrängt und gelten seit 1858 als ausgestorben.
Wissenschaftler haben versucht, die Kohani unter den verschiedenen Gruppen zu identifizieren, die in den Berichten der La Salle Expedition für die Küstenregion genannt werden: Ebehamo, Kouan, Kouyam und Quinet. Da alle diese Gruppen nachweislich in der Nähe des Kohani-Landes gelebt haben, sind Vergleiche der Namen die einzige Möglichkeit zur Identifikation. Kouan und Kouyam könnten phonetisch wohl am nächsten bei Kohani liegen.